# بيت الحدادين (ذي السفال)

تعديل مصدري - تعديل

بيت الحدادين محلة تابعة لقرية بيت عقيل، التابعة لعزلة رعاش بمديرية ذي السفال إحدى مديريات محافظة إب في الجمهورية اليمنية، بلغ تعداد سكانها 50 حسب تعداد اليمن لعام 2004.